# George Hickenlooper
George Hickenlooper (25. května 1963 St. Louis, Missouri, USA – 29. října 2010 Denver, Colorado, USA) byl americký filmový režisér, producent a scenárista. V roce 1986 vystudoval Yaleovu univerzitu a v roce 1991 natočil svůj první celovečerní dokumentární film Srdce temnoty: režisérská apokalypsa. V roce 2006 natočil životopisný film Warholka pojednávající o herečce Edie Sedgwick. Zemřel ve spánku ve svých sedmačtyřiceti letech. Jeho bratrancem byl politik John Hickenlooper.